# Église Sainte-Foy des Alliés
Pour les articles homonymes, voir Église Sainte-Foy et Sainte-Foy.
L'église Sainte-Foy est une église de style néo-roman située aux Alliés, dans le département français du Doubs. Elle a été construite au XVIIe siècle.

## Histoire

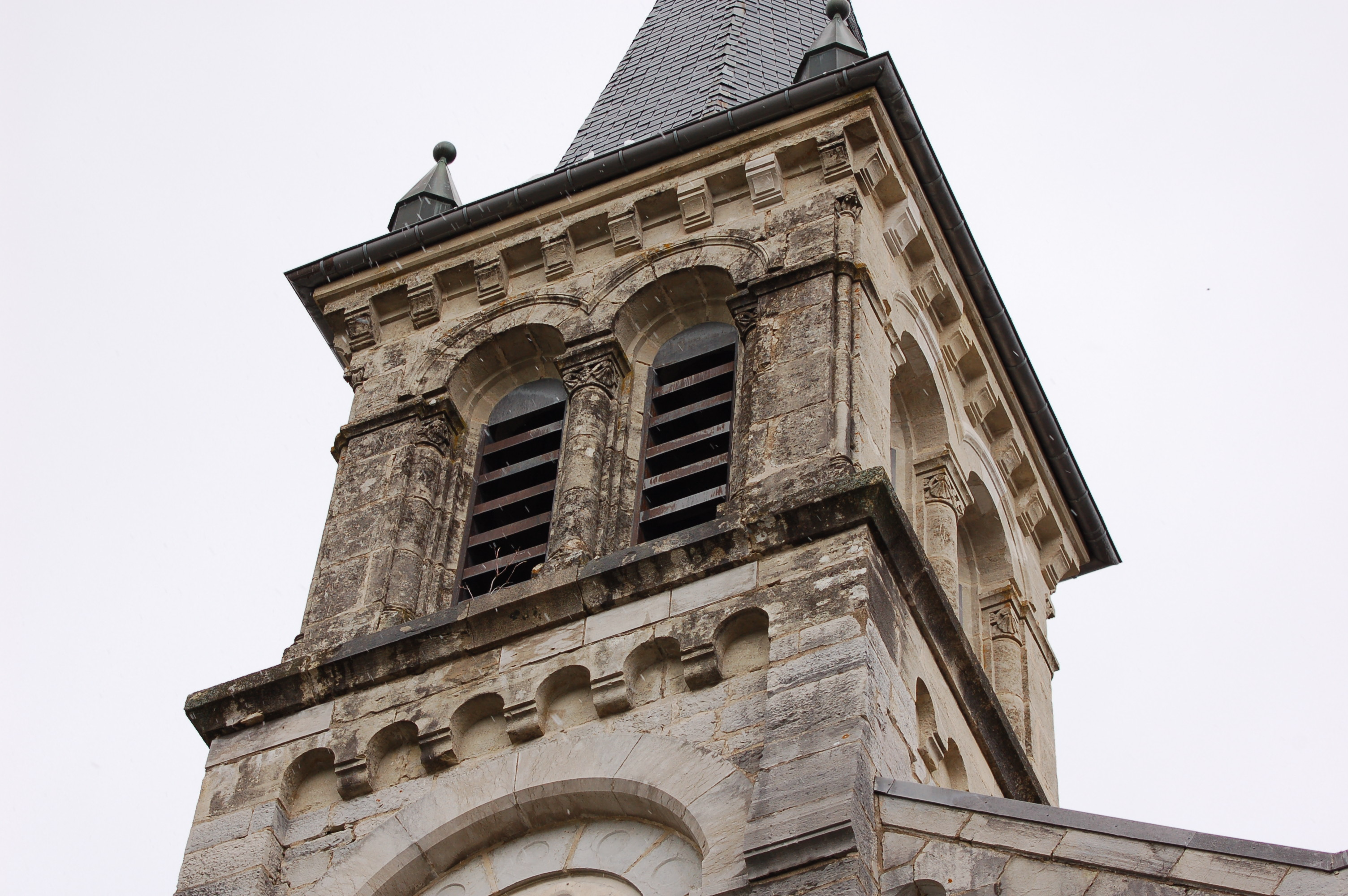
Détail de l'église

Jusqu'au XVIe siècle, les habitants des Alliés dépendaient de la paroisse de Montbenoît. En 1655, ils ont l'autorisation d'ériger une chapelle vicariale sous le vocable de sainte Foy. En 1682, ayant obtenu le consentement de l'abbé de Montbenoît pour un prêtre résident, ils construisirent une chapelle et un presbytère.
En 1762, ils demandent la transformation de leur chapelle en église paroissiale, ce qui leur est refusé. À la suite d'une enquête du curé de Doubs, l'abbé Vorbes, doyen rural du décanat du Varais, l'archevêque de Besançon, Monseigneur de Durfort, accède à la requête des villageois en 1778.
Le 8 juin 1874, un violent incendie détruit l'église de fond en comble. Elle est reconstruite en 1879 dans le style néo-roman.